# Unwohlsein und Ermüdung
Unwohlsein und Ermüdung ist ein Symptomkomplex von Befindlichkeitsstörungen nach der Internationalen statistischen Klassifikation ICD-10 aus der Gruppe der Symptome, die anderenorts nicht klassifiziert sind.
Er umfasst:
- Allgemeine Schwäche (körperlicher Abbau)
- Asthenie ohne nähere Angabe, Kraftlosigkeit
- Lethargie, Schläfrigkeit mit einer Erhöhung der Reizschwelle
- Müdigkeit, Zustand verminderter Aufmerksamkeit sowie von Kraft- und Antriebslosigkeit
- chronische Schwäche
- nervöse Schwäche
- Schwäche o. n. A.

In diese Gruppe fallen auch Diagnosen wie Adynamie oder allgemeine Antriebslosigkeit (Antriebsschwäche, Antriebsmangel, Antriebsarmut), Mattigkeit, Unwohlsein und Ähnliches.
Ausdrücklich ausgenommen aus der Systematik dieses Symptomkomplexes sind:
- Altersschwäche (R54)
- Angeborene Schwäche (P96.9)
- Neurasthenie und Ermüdungssyndrom (F48.0)
- Schwangerschafts-bedingte Erschöpfung und Ermüdung (O26.8)
- übermäßige Anstrengung (T73.3)
- Ausgesetztsein gegenüber Witterungsunbilden (T73.2)
- Hitze (T67.-)
- Myalgische Enzephalomyelitis/Chronisches Fatigue-Syndrom (ME/CFS) (G93.3)
- Kriegsneurose (F43.0)